# نیکولا کوزلوو
نیکولا کوزلوو (به بلغاری: Nikola Kozlevo) یک منطقهٔ مسکونی در بلغارستان است که در استان شومن واقع شده‌است.
 نیکولا کوزلوو  ۸۲۴ نفر جمعیت دارد و ۲۸۵ متر بالاتر از سطح دریا واقع شده‌است.